# فرانسوا دوهامل
فرانسوا دوهامل (انگلیسی: François Duhamel؛ زادهٔ ۲۰ نوامبر ۱۹۸۴) بازیکن فوتبال اهل فرانسه است.